# Crèmes pour pâtisserie
Pour les articles homonymes, voir Crème.
Ne doit pas être confondu avec Crème pâtissière.

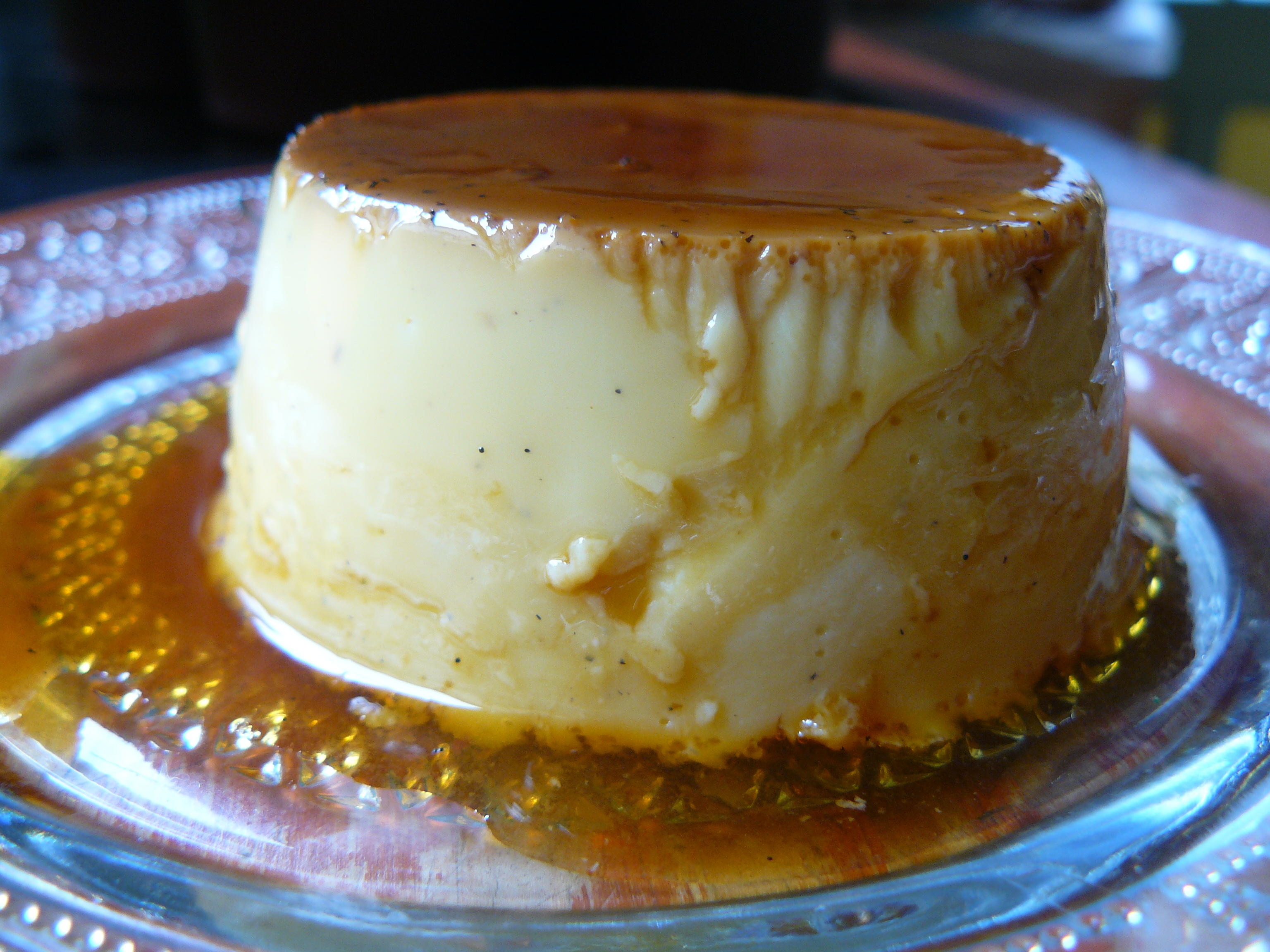
Crème caramel.

Les crèmes sont des préparations sucrées utilisées en pâtisserie :
- sous forme d'appareil pour servir de garniture ;
- ou en accompagnement d'un dessert ;
- ou encore comme entremets, constituant alors le dessert à part entière :

## Appareils
- crème d'amandes
- crème au beurre
- crème fouettée
  - crème chantilly
- crème pâtissière
  - crème mousseline
  - crème princesse
  - crème diplomate
  - crème Chiboust
  - crème frangipane
- crème de noix de coco

## Accompagnements
- crème anglaise
- crème de fruit (citron, orange, framboise)
- meringue italienne

## Entremets
- bavarois
- flan
- crème catalane
- crème dessert (vla en néerlandais)
  - Danette
- Œufs au lait
  - crème brûlée
  - crème caramel ou flan au caramel
  - crème aux œufs
  - crème renversée
  - crème au chocolat